# 实达阿南
3°06′03″N 101°27′31″E / 3.100872°N 101.4587302°E
实达阿南位于马来西亚雪兰莪州八打灵县莎亚南市西北部的一座市郊，临近巴生市边界。实达阿南北接中路、西和南临巴生市武吉拉惹、东临马来西亚农业公园，由莎亚南市政厅管辖。实达阿南由马来西亚房地发展商实达集团开发，是一个占地超过4,000英畝（16平方）的综合城镇项目，距离雪兰莪州首府莎亚南约14公里，首都吉隆坡市中心则约35公里。实达阿南也拥有马来西亚最长的夜市，全长约2.4公里，拥有超过千个摊位。截至2022年，该城镇拥有约22,000户家庭住户和90,000名居民，目前整个城镇已经有75%的部分已开发完成。

## 历史
实达阿南城镇发展计划始于2004年4月，由实达集团开发，总价值达20亿令吉。实达集团于2002年开始收购北哈莫克园丘，而该园丘在这之前由万达镇的开发集团四海栈集团拥有，但该集团无意自行进行屋业发展，而选择将该片地皮出售于实达集团。
该项目包括几个主要的开发项目，分别是实达阿南（占地2525英亩的综合城镇，并包括住宅和商业开发项目），实达生态景苑（Setia Eco Park，一项占地791英亩的围篱看守式豪华半独立式洋房和平房住宅区，也是马来西亚首个以生态为主题的房地产开发项目，涵盖北13区之18-24小区），“实达城市”（Setia City，一个240英亩，绿化城市中心的综合开发项目），雪兰莪州发展机构发展的阿南努沙达拉，以及沙兹安集团开发的安绒莎丽（Anjung Sari）住宅区。实达集团将后两个上述屋苑，约占605英亩的土地出售给雪兰莪州发展机构（PKNS），作为该集团开发实达阿南发的策略之一。实达阿南跟实达生态景苑在马来西亚当地和国际上均赢得了许多奖项，其中包括于2007年在西班牙巴塞罗那举行的世界不动产联盟（FIABCI）举办的世界卓越产业大奖中获得了“世界最佳综合规划”金奖。2013年，实达阿南再次赢得了在台中市举行的世界不动产联盟的“世界最佳综合规划”金奖。截至2013年，实达阿南和实达生态景苑由实达集团售出了约13,000个住房单位，其中超过1万个单位已经交付，而超过9,000个单位则有居住。

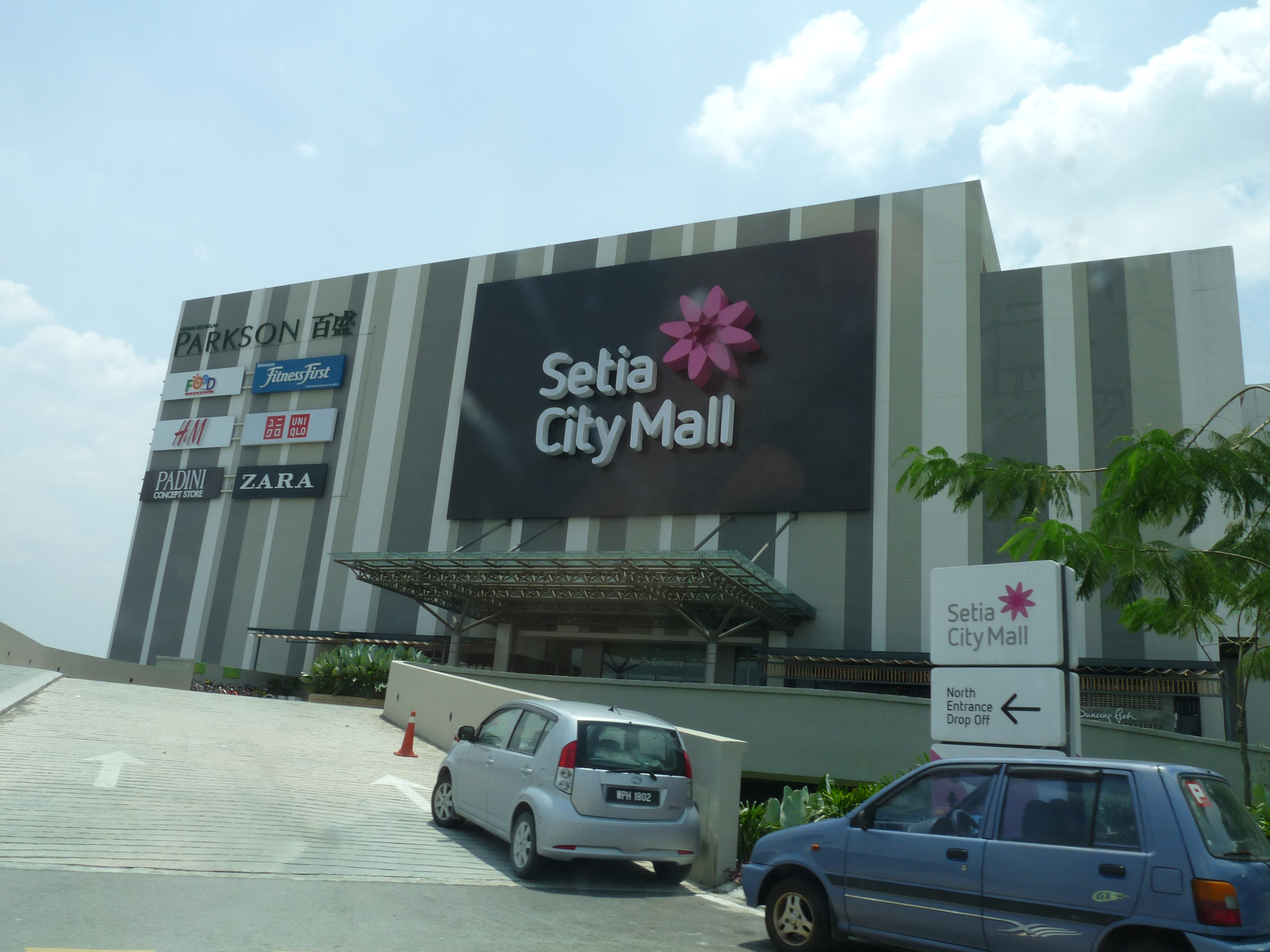
实达城购物中心

实达阿南一共分为17个小区（西部的Impian 1-8，中部的Indah 9-13，东部的Damai 14-16和DutaVilla），另外有10%的区域用作为绿化用途。实达城购物中心于2012年投入运作，该商场共有约740,000平方英尺的净可出租面积，主要租户为百盛百货公司，占了12万平方英尺的零售空间。 该商场外也有一个占地10.5英亩的公园，设有儿童游乐设施和喷水广场。该商场也于开始进行二期翻新扩建计划，另增45万平方尺的零售空间，于2020年启用。
实达城购物中心坐落在占地240英亩的“实达城市”绿化商业中心内，总发展价值为50亿令吉。该中心的发展计划包括办公大楼、医疗中心、学院、服务式公寓、酒店以及文化与艺术中心。实达城会展中心已于2012年底对公众开放，该中心可容纳约200张桌席。Trefoil则为“实达城市”的一处“小型灵活办公单位”（SOFO）公寓和实达城公寓（Setia City Residences）。马来西亚卫生部旗下国家医药研究所（NIH，2016年落成）、实达集团总部、顶级手套总部也位于该商业中心内。另外还未动工的机兴（Khind）总部、Century物流总部和BrickDotcom总部也将位于商业中心内。根据该集团，商业中心内的所有办公大楼和商业场所均获得绿色建筑指数（GBI）金牌或白金认证证书。随着实达阿南南部的地皮几近发展，实达阿南未来的发展将主要在快速公路以北的发展。

## 教育
位于实达阿南的学校有巴生滨华华小一校、北哈莫克淡米尔小学、实达阿南镇国小、实达阿南镇国中、登比国际学校、澳洲半岛国际学校、Idrissi国际学校以及未来的世纪（SEGi）国际学校。实达阿南也有一所实达羽毛球培训学院。

## 交通
实达阿南可通过新巴生河流域大道于实达阿南枢纽的出口，转入实达阿南快速公路前往，该条衔接公路于2006年7月14日正式启用，是现今实达阿南的主要交通出入口。实达阿南也可以通过联邦大道和巴生中路（Jalan Meru）前往。 
目前距离实达阿南最靠近的铁路车站为 KD13  巴生站，往南7.6公里处。吉隆坡快捷通753路巴士来往实达阿南和莎亚南14区巴士总站，另有莎亚南市政厅实达阿南社区免费巴士环绕城内商业区和组屋区。
近年来实达阿南快速公路于高峰时段经常出现交通拥堵，尤其是武吉拉惹镇、富豪苑、中路和实达阿南北部为该区带来了大量居住人口。

## 政治
实达阿南属于莎亚南国会议席，目前该议席在马来西亚下议院的代表为来自希盟诚信党的阿兹里尤索夫。同时，实达阿南属于哥打安格力州议席，目前该议席在雪兰莪州议会的代表为来自希盟公正党的纳兹旺。
| 类型     | 编号 | 议席       | 议员         | 联盟 | 联盟     | 政党 | 政党       | 选民数量 （2018年） | 面积 （平方公里） | 密度 （人口/平方公里） |
| -------- | ---- | ---------- | ------------ | ---- | -------- | ---- | ---------- | ------------------- | ----------------- | ---------------------- |
| 国会议席 | P108 | 莎亚南     | 阿兹里尤索夫 |      | 希望联盟 |      | 国家诚信党 | 107,316             | 140               | 767                    |
| 州议席   | N40  | 哥打安格力 | 纳兹旺       |      | 希望联盟 |      | 人民公正党 | 52,282              | 114               | 459                    |